# Typhlops castanotus
Typhlops castanotus là một loài rắn trong họ Typhlopidae. Loài này được Wynn & Leviton miêu tả khoa học đầu tiên năm 1993.